# Päpstliche Akademie für das Leben
Die Päpstliche Akademie für das Leben (lat.: Pontificia Academia pro Vita PAV) ist eine Päpstliche Akademie, die sich der Förderung der kirchlichen einheitlichen Lebensethik widmet. Sie forscht auch über Bioethik und katholische Moraltheologie.

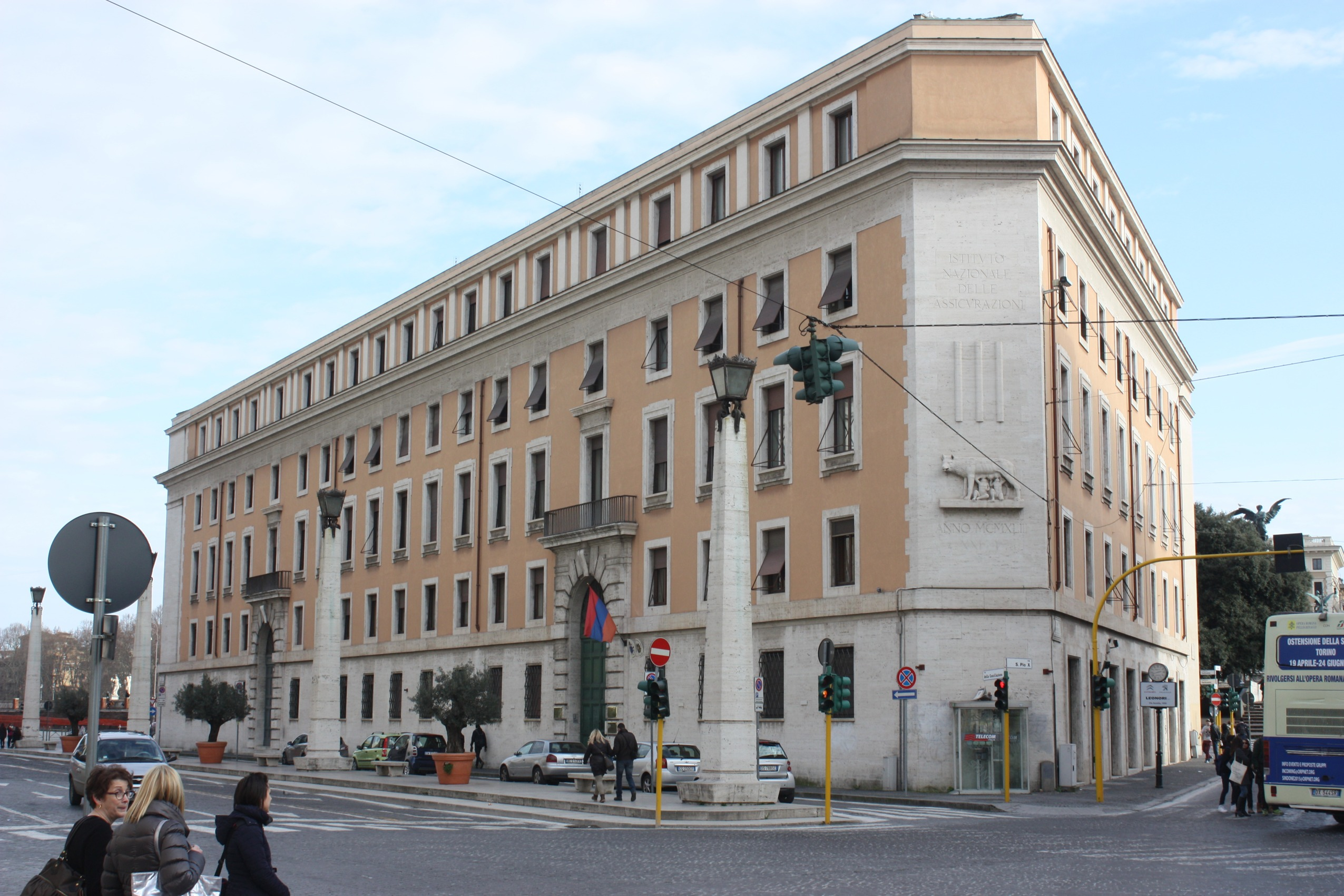
Sitz der Päpstlichen Akademie für das Leben in der Via della Conciliazione 1 in Rom

## Struktur
Johannes Paul II. gründete sie am 11. Februar 1994 mit dem Motu proprio „Vitae mysterium“. Obwohl die Akademie als eine selbstständige Einheit gilt, ist sie mit dem Päpstlichen Rat für die Pastoral im Krankendienst und verschiedenen anderen Dikasterien der römischen Kurie eng verbunden.
Die Akademie hat 70 Mitglieder, die vom Papst aus verschiedenen Zweigen der Biomedizin und solchen, die eng mit den Problemen bei der Förderung und Verteidigung des Lebens verbunden sind, benannt werden. Außerdem gibt es Ehrenmitglieder und korrespondierende Mitglieder, die in ihren Ländern den Kontakt mit interessierten Instituten und Studienzentren herstellen sollen.

## Aktivitäten und Positionen
Die Akademie ist verantwortlich für die Entwicklung und Förderung von vielen kirchlichen Positionen zu Fragen der medizinischen Ethik einschließlich Reproduktion, In-vitro-Fertilisation, Gentherapie, Sterbehilfe und Abtreibung. Sie war auch zum Teil verantwortlich für die Bildung der kirchlichen Reaktion auf Vorwürfe sexuellen Missbrauchs.
Am 14. Februar 2010 richtete Papst Benedikt XVI. eine Ansprache an die Mitglieder der Akademie, um sie in ihrer Sendung zu bestärken. Er wiederholte die kirchliche Opposition gegen Gesetze in Bezug auf biomedizinische oder ethische Fragen, die ohne moralische Überlegungen beschlossen werden.
Interne Konflikte um eine Öffnung der Akademie für wissenschaftliche Erkenntnisse und Vertreter, die einer an den Zielen der so genannten Lebensrechtsbewegung orientierten Auffassung vom Lebensschutz in der Tradition Papst Johannes Paul II., wie sie von der Mehrzahl der Mitglieder der Akademie vertreten wurde, distanzierter gegenüberstehen, begannen bereits in der Endphase des Pontifikats Benedikt XVI.

## Kurienreform 2016
Im Pontifikat von Papst Franziskus kam es im Sommer 2016 zu einer umfassenden Neu- und Umorganisation der Akademie, die künftig mit dem neu geschaffenen Dikasterium für Laien, Familie und Leben und nicht mehr wie bisher mit der Glaubenskongregation zusammenarbeiten sollte. Die Akademie für das Leben erhielt eine neue Satzung, die sie zur engen Zusammenarbeit mit anderen Organisationen aus dem Bereich der Biowissenschaften aufruft, darunter ausdrücklich auch nichtkatholische und nichtchristliche Einrichtungen. Die Mitglieder der Akademie für das Leben werden von nun an nicht mehr faktisch auf Lebenszeit ernannt, sondern ihre Ernennung ist auf jeweils fünf Jahre bei möglicher Verlängerung für weitere Amtszeiten befristet. Damit soll die Akademie verjüngt und die nötige Erneuerung vereinfacht werden.
Die enge Verzahnung mit dem aufgelösten Päpstlichen Rat für die Familie, der ähnlich wie die Akademie und das ebenfalls geschlossene Päpstliche Familieninstitut lange durch die starke Dominanz des Opus Dei bestimmt war, wurde mit der Umstrukturierung aufgehoben. In diesem Zusammenhang schaffte der Papst auch die aus der Amtszeit Joseph Kardinal Ratzingers als Glaubenspräfekt stammende Verpflichtung der Mitglieder dieser Gliederungen ab, bei der Aufnahme einen die Gewissensfreiheit beschränkenden Treueeid zu unterschreiben, der sie auf bestimmte moraltheologische Ansichten festlegte. Zugleich wurde die Regelung abgeschafft, dass ehemalige Mitglieder mit Vollendung des 80. Lebensjahres automatisch Ehrenmitglieder der Akademie werden.

## Präsidenten der Akademie
- Jérôme Lejeune (1994)
- Juan de Dios Vial Correa (1994–2004)
- Elio Sgreccia (3. Januar 2005–17. Juni 2008)
- Rino Fisichella (17. Juni 2008–30. Juni 2010)
- Ignacio Carrasco de Paula (30. Juni 2010–15. August 2016)
- Vincenzo Paglia (seit 15. August 2016–27. Mai 2025)[3]
- Renzo Pegoraro (seit 27. Mai 2025)[4]

## Mitglieder

### Vorstand
- Noël Simard (seit 2022)
- Philippe Bordeyne (seit 2021, bestätigt 2022)
- Jacques Koudoubi Simporé MI (seit 2022)
- Margarita Bofarull Buñuel RSCJ (seit 2022)
- Laura Palazzani (seit 2022)[5]

### Ordentliche Mitglieder
| - Carl Albert Anderson - Paolo Benanti TOR - Niggel Biggar - Alberto Germán Bochatey - Margarita Bofarull Buñuel - Carlos Kardinal Castillo Mattasoglio - Carlos Centeno Cortés - Maria Chiara Carrozza - Maurizio Chiodi - Fernando Natalio Kardinal Chomalí Garib - Roberto Colombo - Emilce Cuda (seit 2022) - Bruno Dallapiccola - Roberto Dell’Oro - Jokin de Irala Estévez - Willem Jacobus Kardinal Eijk - Mounir Abdel Messih Shehata Farag - Anthony Fisher OP - Kathleen M. Foley - Chris Gastmans - Aníbal Gil Lopes - Alicja Grześkowiak - Rodrigo Guerra López - John Haas - Mohamed Haddad - Saad Al-Din Mosaad Helaly - Katalin Karikó - Ignatius John Keown - Konstantinos Kornarakis - Katarina le Blanc - Jean-Marie Le Méné | - Alain Lejeune - Ivan Luts - Manfred Lütz (seit 2017; war bereits ab 2005 Mitglied des Direktoriums der Akademie) - Mariana Mazzucato - Federico de Montalvo Jääskeläinen - John N. Nkengasong - Jean Marie Okwo-Bele - Laura Palazzani - Anne‑Marie Pelletier - Paolo de Tarso Ramos Ribeiro - Walter Ricciardi - Ángel Rodríguez Luño - Stephan Werner Sahm - Alejandro Serani Merlo - Noël Simard - Avraham Steinberg - Jaroslav Šturma - William F. Sullivan - Daniel Sulmasy - Fernando Szlajen - Martha Margarita Luz Tarasco Michel - Marie-Jo Thiel - Tomi Thomas - Sheila Dinotshe Tlou - Angelo Vescovi - Alberto Villani - Krzysztof Wiak - Humberto Miguel Yáñez Molina - Shin’ya Yamanaka - René Zamora Marín |

### Korrespondierende Mitglieder
| - Pierre Ambroise-Thomas - Joanne E. Angelo - Alfredo Anzani - Carlo Valerio Bellieni - Vicente Bellver Capella - Ihor Boyko - María del Pilar Calva Mercado - Pascoal Carvalho - Barbara Chyrowicz SSpS - Mirjam Cvelbar SL - Benedict Alo D'Rozario - Ján Ďačok S.J. - Luiz de Paula Ramos - Tugdual Derville - Maria Luisa Di Pietro - Richard Doerflinger - Agnes Mary Donovan SV - Maurizio Faggioni - Kevin T. FitzGerald - John Irving Fleming - José Juan García - Jozef Glasa - Fausto Gómez Berlana OP - Alfonso Gómez-Lobo - Rodrigo Guerra López - José Guillermo Gutiérrez Fernández - Immanuel Gyfty - Frances Hogan - Young Seon Hong - Gerhard Hover - Teresa Iglesias-Rozas - Lukas Kenner - Anne Mette Maria Lebech - Jennifer Leddy - Dong-Ik Lee | - Matilde Leonardi - Ramón Lucas Lucas LC - Elena Lugo - Hajime Machino - Alain Mattheeuws - Markus Maeurer - Salvatore Mancuso - Colin McGuckin - Mika Mfitzsche - Gustavo Ordoqui Castilla - Laura Palazzani - Frank Pavone - Felice Petraglia - Carlo Petrini - Rafael Luis Pineda - Elena María Postigo de Solana - Abraham Pulinchuvattil - Johannes Anthony Raymakers - Giovanni Russo - Joseph Natalino Santamaria - Emmanuel Sapin - José Miguel Serrano Ruiz-Calderón - Antonio Gioacchino Spagnolo - Paulina Taboada - Antonio Tarantino - Martha Tarasco - Edgar Tejada Zevallos - Victoria Thorn - Franciscus Jan Van Ittersum - Odilon Vázquez Aguilera - Vigil Maria del Pilar - Mauricio Villeda Bermúdez - Anthony Ward - Nicholas Windsor - Justo Znar Lucea - Niko Zurak |

### Emeritierte Mitglieder
| - Kiyoshi Aoki - Mercedes Arzú de Wilson - Evelyn Livingston Billings - Adriano Bompiani - Johannes Bonelli (Mitglied seit 1996) - Carlo Casini - Alberto Caturelli - Denis Cavanagh - Zbigniew Chłap - Domenico Di Virgilio - John Mitchell Finnis - Angelo Fiori - Gian Luigi Gigli - A. J. Luke Gormally - Mieczysław Grezgocki - Petr Hach - Gonzalo Herranz Rodríguez (Universität Navarra, 1994 erster Leiter des Direktoriums der Akademie) - Thomas W. Hilgers - Bonifacio Honings OCD - Etienne Kaboré - Bernard Kerdelhué - Birthe Lejeune | - Hugo Obiglio - Edmund D. Pellegrino - Wanda Półtawska - Paolo Preziosi - Marie-Odile Réthoré - Marie-Luc Rollet - Vicente Rosales - Philippe Schepens - Michel Schooyans - Josef Seifert - Angelo Serra - Daniel Serrão - Květoslav Šipr - Robert Spaemann - Franco Splendori - Andrzej Szostek MIC - Patricio Ventura-Juncá - Juan de Dios Vial Correa - Humberto Leal Vieira - Cristina Vollmer (Präsidentin der „Weltorganisation für die Familie“, Direktoriumsmitglied) - Wolfgang Waldstein |

### Ehrenmitglieder
- Carlo Kardinal Caffarra[6] († 2017)
- Ignacio Carrasco de Paula
- Birthe Lejeune, Witwe des Gründungspräsidenten Jérôme Lejeune und Vizepräsidentin der nach ihm benannten Stiftung
- Elio Kardinal Sgreccia († 2019)
- Juan de Dios Vial Correa, chilenischer Mediziner, 1984–2000 Rektor der Päpstlichen Universität in Santiago de Chile, 1994 Präsident der Akademie